# 버니스 (루이지애나주)

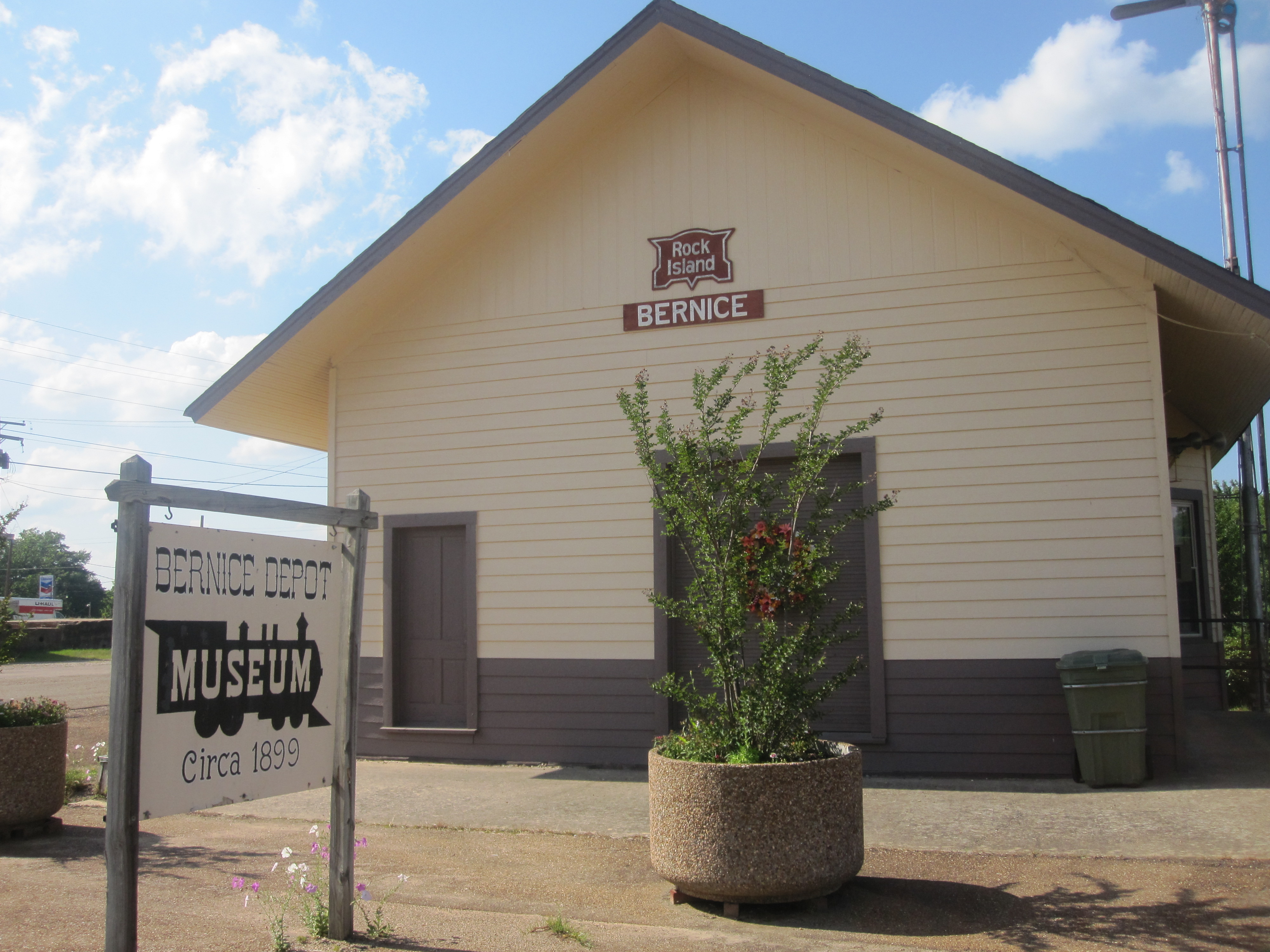
베니스 록 아일랜드 레일로드 디팟 박물관

버니스(Bernice)는 미국 루이지애나주 유니언패리시의 도시이다. 2010년 인구 조사에 따르면 인구 수는 1,689명으로, 2000년 1,809명에서 감소하였다.

## 지리
버니스의 위치는 북위 32° 49′ 18″ 서경 92° 39′ 29″ / 북위 32.82167°  서경 92.65806°  (32.821798, -92.658114)이다.

## 인구
| 인구조사              | 인구  | Note  | %±     |
| --------------------- | ----- | ----- | ------ |
| 1910년                | 781   |       | —      |
| 1920년                | 862   |       | 10.4%  |
| 1930년                | 965   |       | 11.9%  |
| 1940년                | 1,071 |       | 11.0%  |
| 1950년                | 1,524 |       | 42.3%  |
| 1960년                | 1,641 |       | 7.7%   |
| 1970년                | 1,794 |       | 9.3%   |
| 1980년                | 1,956 |       | 9.0%   |
| 1990년                | 1,543 |       | −21.1% |
| 2000년                | 1,809 |       | 17.2%  |
| 2010년                | 1,689 |       | −6.6%  |
| 2018 (추산)           | 1,620 | [ 2 ] | −4.1%  |
| U.S. Decennial Census |       |       |        |